# Transit (navigatiesysteem)

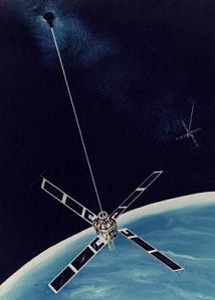
Operationele Transit-satelliet

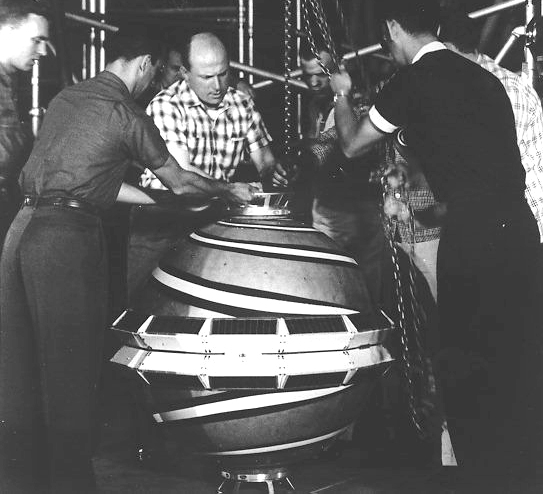
Transit-1 satelliet (prototype)

Het TRANSIT-systeem, ook bekend als NAVSAT (afkorting voor Navy Navigation Satellite System), was het eerste operationele satellietnavigatiesysteem. Het hyperbolische navigatiesysteem werd hoofdzakelijk gebruikt door de Amerikaanse marine om een accurate plaatsbepaling te verkrijgen voor onderzeeboten. Ook werd het gebruikt voor hydrografisch en geodetisch onderzoek.